# Observatoire de Cambridge

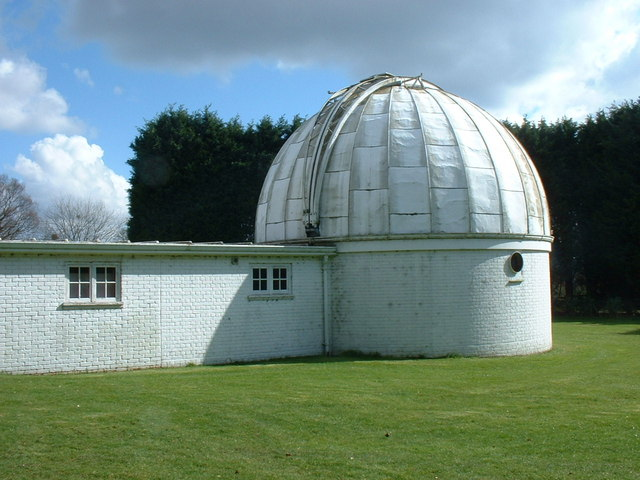
Ce dôme est équipé d'un télescope de de diamètre.

L'Observatoire de Cambridge est un observatoire astronomique qui se trouve à l'Université de Cambridge, dans l'est de l'Angleterre. Créé en 1823, il fait maintenant partie du terrain de l'Institut d'astronomie (en). L'ancien bâtiment de l'observatoire abrite la bibliothèque de l'Institut, qui possède une collection fascinante de livres d'astronomie modernes et historiques.
Il y a un ensemble de télescopes optiques sur le terrain situé sur Madingley Road (en), dans la partie ouest de Cambridge. Par rapport aux télescopes modernes, ils sont petits et sont affectés par la pollution lumineuse.  Cependant, le télescope de 36 pouces sert encore aux études de la vitesse radiale des étoiles, et les télescopes historiques Northumberland et Thorrowgood servent aux activités de sensibilisation du public menées par l'Institut.
De 1990 à 1998, l'observatoire royal de Greenwich était établi à Cambridge dans Greenwich House, juste au nord de l'Observatoire de Cambridge.